# Sinfonia n. 8 (Haydn)

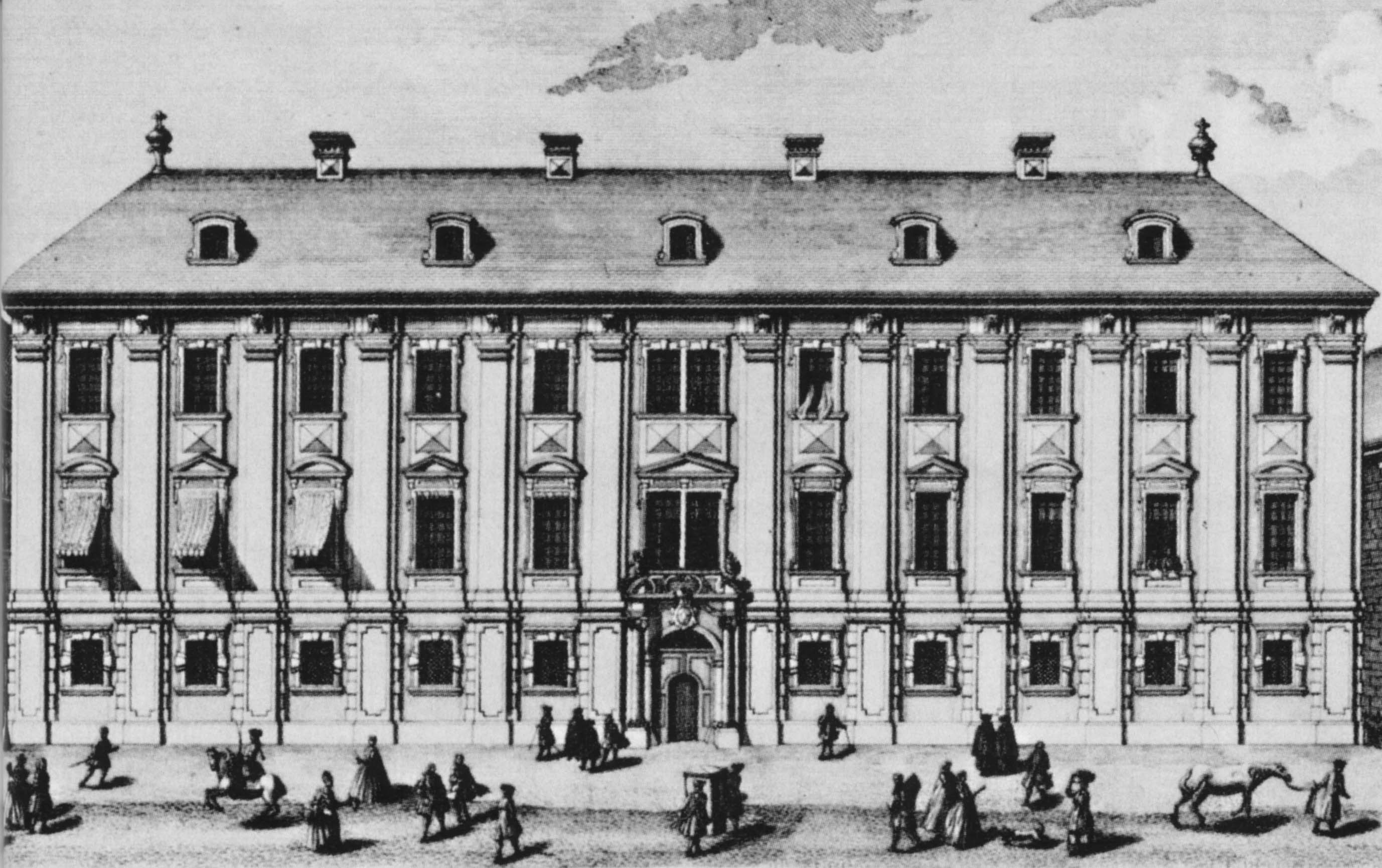
Il Palazzo Esterhàzy a Wallnerstraße, Vienna, dove questa sinfonia fu eseguita per la prima volta.

Joseph Haydn compose la sua Sinfonia n. 8 in Sol maggiore al servizio del Principe Esterházy nel 1761, durante il periodo di transizione tra il Barocco ed il Classico. È la terza parte della serie di tre sinfonie - Le matin (No. 6), Le midi (No. 7) e Le soir (No. 8).

## Orchestrazione
L'orchestrazione della Sinfonia n. 8 è molto simile allo stile del concerto grosso del periodo Barocco, dove un piccolo gruppo di strumenti soli si contrapponeva ad un complesso più grande. Nella Ottava Sinfonia, il piccolo gruppo consiste in un violoncello e 2 violini soli, ed il largo complesso contiene 2 oboi, un flauto, 2 corni, archi, fagotto e clavicembalo. L'uso del fagotto e del clavicembalo da parte di Haydn fa tornare in mente il basso continuo usato nel periodo Barocco; tuttavia, questo non è costantemente presente.

## Movimenti
Questa sinfonia ha quattro movimenti, come una sinfonia classica:
1. Allegro molto, 3/8
2. Andante in Do maggiore, 2/4
3. Menuetto & Trio, 3/4
4. La tempesta: Presto, 6/8

Il primo movimento è una giga in forma di sonata e cita una melodia da una canzone dell'opera di Gluck Le diable à quatre, dal titolo "Je n'aimais pas le tabac beaucoup" (Non mi piaceva tanto il tabacco).  Il movimento finale, sempre in forma di sonata, sottotitolato La tempesta, intende evocare, appunto, una sensazione tempestosa.
Nel primo movimento, gli archi iniziano con la melodia principale in 8 barre, un tema che si sviluppa lungo l'intero movimento. Haydn fa uso della forma del concerto grosso nel secondo movimento, con la melodia nel concertino - due violini soli ed un violoncello solo. La melodia del minuetto è chiaramente convenzionale, con il fagotto e gli archi che riprendono il tema nel Trio. Nel movimento finale, La tempesta, gli archi evocano una serie di figure discendenti che raffigurano la pioggia, ed i salti di ottave nel violino solo aumentano la tensione.